# Tage der Phantastik
Die seit 1981 alljährlich im September stattfindenden Wetzlarer Tage der Phantastik widmen sich wechselnden Themen aus den phantastischen Literaturgenres. Dabei wird über den wissenschaftlichen Bereich hinaus ein breites Publikum angesprochen, das sich mit Phantastik beschäftigen möchte. Ziel der Tagungen ist es insbesondere, den Literaturbereich mit anderen Disziplinen zu verknüpfen.
Der Phantastik-Preis der Stadt Wetzlar wird ebenfalls im Rahmen der Tage der Phantastik vergeben.

## Übersicht über die bisherigen Themen
- 1981 – Science-Fiction-Autorentagung in Wetzlar
- 1982 – Tagung der Science-Fiction- und Fantasy-Autoren
- 1983 – 3. Wetzlarer Tage der Phantastik
- 1984 – 4. Wetzlarer Tage der Phantastik: Science Fiction und die Medien
- 1985 – 5. Wetzlarer Tage der Phantastik: Übersetzungen, Buchhandel
- 1986 – 6. Wetzlarer Tage der Phantastik: Soziale Stellung des Autors
- 1987 – 7. Wetzlarer Tage der Phantastik: Rezeption der phantastischen Literatur
- 1988 – 8. Wetzlarer Tage der Phantastik: Begegnung mit Kriminalliteratur
- 1989 – 9. Wetzlarer Tage der Phantastik: Publikationsmöglichkeiten phantastischer Literatur
- 1990 – 10. Wetzlarer Tage der Phantastik: Märchen
- 1991 – 11. Wetzlarer Tage der Phantastik: Phantastische Welten
- 1992 – 12. Wetzlarer Tage der Phantastik: Zukunftsentwürfe
- 1993 – 13. Wetzlarer Tage der Phantastik: Das Unheimliche in der Phantastik
- 1994 – 14. Wetzlarer Tage der Phantastik: Anderswelten
- 1995 – 15. Wetzlarer Tage der Phantastik: Traumreich und Nachtseite (Deutschsprachige Phantastik zwischen Decadence und Faschismus)
- 1996 – 16. Wetzlarer Tage der Phantastik: Traumreich und Nachtseite 2
- 1997 – 17. Wetzlarer Tage der Phantastik: Draculas Wiederkehr
- 1998 – 18. Wetzlarer Tage der Phantastik: Drachenwelten
- 1999 – 19. Wetzlarer Tage der Phantastik: Grenzfälle (Phantastik in der DDR)
- 2000 – 20. Wetzlarer Tage der Phantastik: Phantastik am Anfang der Zeit
- 2001 – 21. Wetzlarer Tage der Phantastik: Artus – Mythen und Moderne
- 2002 – 22. Wetzlarer Tage der Phantastik: Die phantastische Stadt
- 2003 – 23. Wetzlarer Tage der Phantastik: Künstliche Intelligenzen
- 2004 – 24. Wetzlarer Tage der Phantastik: Macht und Mythos
- 2005 – 25. Wetzlarer Tage der Phantastik: Das Dritte Zeitalter (Der Herr der Ringe)
- 2006 – 26. Wetzlarer Tage der Phantastik: Götterwelten – Phantastik und Religion
- 2007 – 27. Wetzlarer Tage der Phantastik: Utopische Räume – Phantastik und Architektur
- 2008 – 28. Wetzlarer Tage der Phantastik: Planet Erde – Ökologische Themen in der Science Fiction
- 2009 – 29. Wetzlarer Tage der Phantastik: Die Frau als Autorin und Motiv – von der Romantik bis zur romantic fantasy
- 2010 – 30. Wetzlarer Tage der Phantastik: Phantastik aus Japan
- 2011 – 31. Wetzlarer Tage der Phantastik: Neue Welten – Phantasie aus deutscher Feder
- 2012 – 32. Wetzlarer Tage der Phantastik: Phantastische Wesen
- 2013 – 33. Wetzlarer Tage der Phantastik: Writing Worlds – Welten- und Raummodelle der Fantastik – vom 26. bis 29. September 2013
- 2016 – 34. Wetzlarer Tage der Phantastik: Disruptionen: Mit dem Unwahrscheinlichen rechnen
- 2018 – 35. Wetzlarer Tage der Phantastik: Phantastische Bibliotheken: Eine Spurensuche[2]
- 2019 – 36. Wetzlarer Tage der Phantastik: Kai Meyer: Ein Vierteljahrhundert Phantastik in Deutschland
- 2021 – 37. Wetzlarer Tage der Phantastik: „Weibliche Perspektiven der Zukunft“: Science Fiction von deutschsprachigen Autorinnen
- 2022 – 38. Wetzlarer Tage der Phantastik: Phantastik und Wahnsinn in Literatur, Kunst und Film[3]
- 2023 – 39. Wetzlarer Tage der Phantastik: Climate Fiction
- 2024 – 40. Wetzlarer Tage der Phantastik: Alles von gestern? Mythen in Vergangenheit, Gegenwart und Zukunft
- 2025 – 41. Wetzlarer Tage der Phantastik: Jenseits von Elbisch - Konstruierte Sprachen in Phantastischen Welten (geplant)

## Geplante Themen
Weitere geplante Themen für die folgenden Jahre:
- Der Zukunftsroman im „Dritten Reich“
- Weltenmodelle
- Architektur in der Phantastischen Literatur
- Phantastik und Medizin
- Sprachen und Verständigung